# Parador de Turisme Aiguablava
El Parador de Turisme Aiguablava és una obra de les darreres tendències de Begur (Baix Empordà) inclosa a l'Inventari del Patrimoni Arquitectònic de Catalunya.

## Descripció
Edifici d'apartaments de planta allargassada de PB i dues plantes de cambres amb corredor central i nucli d'accés al mig. Els apartaments se'ns mostren en façana per balcons contínues amb separadors prefabricats i on hi ha les obertures de les cambres. El nucli d'escales sobresurt de la coberta, i en façana a la cala d'Aiguablava es compon de finestres, contínues, mentre que a l'altre façana es un gran obertura vers el cingle. L'accés es produeix pel tester més allunyat de la costa, i per un gran porxo que forma com una plaça coberta pel mateix edifici (sala hipòstila de pilars rodons. Al damunt d'aquest porxo hi ha un cos massís amb una finestra a la cantonada d'ell i centrada a l'edifici. A l'altre tester, s'hi situa el menjador-mirador, i les obertures del passadís central a més de l'escala d'emergència.
Per la banda de la Cala d'Aiguablava, l'edifici guanya el desnivell per crear l'accés a serveis.

## Història
Bastit als anys 60. Al cim de la Cala d'Aiguablava, a la Punta des Mut, aquest edifici es va edificar en la segona part del Segle XX: va ser obert el 1966 i renovat el 2020.